# IEC 61970
Die IEC 61970 (Energy management system application program interface (EMS-API)) des International Electrotechnical Commission (IEC) beschreibt eine Programmierschnittstelle (Application Programming Interface, API) für Energiemanagementsysteme (EMS). Die Normenreihe ist noch in Bearbeitung.
Ein wichtiger Bestandteil der Normenreihe ist das Common Information Model (CIM) - welches häufig mit dem Common Information Model der Distribution Management Task Force (DMTF) verwechselt wird. Das IEC CIM modelliert Objekte und Datenaustauschformate der Übertragung, Verteilung und Erzeugung von Elektroenergie sowie zwischen Handelsplattformen und wird als UML Modell genormt. Das CIM stellt die Basis für andere Normungsvorhaben der IEC dar (IEC 61968). Eine Harmonisierung mit der Norm IEC 61850 könnte zukünftig eine durchgängige Modellierung und Datenaustausch von der Primärtechnik Umspannwerk über die Fernwirktechnik und Netzleittechnik bis hin zu allen Applikationen an Energiemanagementsystemen ermöglichen.

## Teile der Norm IEC 61970
Folgende Normteile wurden bisher veröffentlicht:
- IEC 61970-1 Grundlagen und Grundanforderungen (Arbeitsstand 12.2005)
- IEC 61970-2 Wörterbuch, Begriffssammlung (Arbeitsstand 7.2004)
- IEC 61970-301 Common Information Model (CIM) base (Arbeitsstand 3.2005)
- IEC 61970-401 Component interface specification (CIS) framework (Arbeitsstand 9.2005)
- IEC 61970-501 Common Information Model Resource Description Framework (CIM RDF) schema (Arbeitsstand 3.2006)

Folgende Teile sind noch in Bearbeitung:
- IEC 61970-302 Common information model (CIM) financial, energy scheduling and reservations
- IEC 61970-402 Component interface specification (CIS) - Common services
- IEC 61970-403 Component Interface Specification (CIS) - Generic data access
- IEC 61970-404 Component Interface Specification (CIS) - High speed data access
- IEC 61970-405 Component Interface Specification (CIS) - Generic eventing and subscription
- IEC 61970-407 Component Interface Specification (CIS) - Time series data access
- IEC 61970-452 CIM Network Applications Model Exchange Specification
- IEC 61970-453 CIM based graphics exchange

### Deutschland
In Deutschland sind folgende Teile der Norm als DIN-Normen gültig (Stand Januar 2010):
- DIN EN 61970-1 Schnittstelle der Anwendungsprotokolle von Energieverwaltungssystemen (EMS-API) - Teil 1: Leitfaden und allgemeine Anforderungen (aktuelle Ausgabe 12.2006)
- DIN EN 61970-301 Anwendungsprogramm-Schnittstelle für Netzführungssysteme (EMS-API) - Teil 301: Allgemeines Informationsmodell (CIM), Basismodell (aktuelle Ausgabe 11.2004 und Normentwurf 2.2008)
- DIN EN 61970-401 Anwendungsprogramm-Schnittstelle für Netzführungssysteme (EMS-API) - Teil 401: Rahmenspezifikation für Betriebsmittel-Schnittstellen (CIS) (Normentwurf 1.2003)
- DIN EN 61970-402 Schnittstelle für Anwendungsprogramme für Netzführungssysteme (EMS-API) - Teil 402: Allgemeine Dienste (aktuelle Ausgabe 1.2009)
- DIN EN 61970-403 Schnittstelle für Anwendungsprogramme für Netzführungssysteme (EMS-API) - Teil 403: Allgemeiner Datenzugriff (aktuelle Ausgabe 1.2009)
- DIN EN 61970-404 Schnittstelle für Anwendungsprogramme für Energiemanagementsysteme (EMS-API) - Teil 404: Hochgeschwindigkeitsdatenzugang (HSDA) (aktuelle Ausgabe 2.2008)
- DIN EN 61970-405 Schnittstelle für Anwendungsprogramme für Energiemanagementsysteme (EMS-API) - Teil 405: Übermitteln von Ereignismeldungen (GES) (aktuelle Ausgabe 2.2008)
- DIN EN 61970-407 Schnittstelle für Anwendungsprogramme für Energiemanagementsysteme (EMS-API) - Teil 407: Zugriff auf Daten, die auf Zeitfolgen beruhen (TSDA) (aktuelle Ausgabe 2.2008)
- DIN EN 61970-453 Schnittstelle für Anwendungsprogramme für Netzführungssysteme (EMS-API) - Teil 453: Übermittlung von CIM-basierten Daten für die graphische Darstellung (aktuelle Ausgabe 1.2009)
- DIN EN 61970-501 Anwendungsprogramm-Schnittstelle für Netzführungssysteme (EMS-API) - Teil 501: Allgemeines Informationsmodell (CIM) Resource Description Framework (CIM RDF) Schema (aktuelle Ausgabe 12.2006)
- DIN IEC 61970-302 Schnittstelle für Anwendungsprotokolle für Energieverwaltungssysteme (EMS-API) - Teil 302: Allgemeines Informationsmodell (CIM) für Finanzielles, Energieplanung und Reserve (Normentwurf 9.2005)
- DIN IEC 61970-502-8 Schnittstelle für Anwendungsprogramme für Netzführungssysteme (EMS-API) - Teil 502-8: Profil aus Web-Services für die allgemeinen Dienste nach IEC 61970-4 (Normentwurf 12.2009)